# 赫爾曼森山
84°23′S 173°32′E / 84.383°S 173.533°E
赫爾曼森山是南極洲的山峰，位於杜費克海岸，屬於毛德王后山脈的一部分，處於坎寧安冰川源頭，海拔高度3,140米，現時由南極條約體系管理。